# San Callisto (titolo cardinalizio)
San Callisto (in latino: Titulus Sancti Calixti) è un titolo cardinalizio istituito probabilmente, secondo Cristofori, nel 1456 da papa Callisto III, ma, più probabilmente fu istituito o confermato da papa Leone X il 6 luglio 1517, quando, nel concistoro del 1º luglio, aumentò notevolmente il numero dei cardinali. Il titolo insiste sulla chiesa di San Callisto.
Dal 18 febbraio 2012 il titolare è il cardinale Willem Jacobus Eĳk, arcivescovo metropolita di Utrecht.

## Titolari
Si omettono i periodi di titolo vacante non superiori ai 2 anni o non storicamente accertati.
- Francesco Armellini Pantalassi de' Medici (6 luglio 1517 - 22 novembre 1523 nominato cardinale presbitero di Santa Maria in Trastevere)
  - Titolo vacante (1523 - 1531)
- Alfonso Manrique de Lara (17 aprile 1531 - 12 luglio 1532 nominato cardinale presbitero dei Santi XII Apostoli)
  - Titolo vacante (1532 - 1537)
- Jacopo Sadoleto (15 gennaio 1537 - 11 maggio 1545 nominato cardinale presbitero di Santa Balbina)
  - Titolo vacante (1545 - 1552)
- Sebastiano Antonio Pighini (27 giugno 1552 - 23 novembre 1553 deceduto)
- Pietro Tagliavia d'Aragona (17 luglio 1555 - 5 agosto 1558 deceduto)
  - Titolo vacante (1558 - 1561)
- Ludovico Madruzzo, diaconia pro illa vice (3 giugno 1561 - 4 maggio 1562 nominato cardinale presbitero di Sant'Onofrio)
- Innocenzo Ciocchi del Monte (4 maggio 1562 - 17 novembre 1564 nominato cardinale diacono di Santa Maria in Portico Octaviae)
- Angelo Nicolini (15 maggio 1565 - 15 agosto 1567 deceduto)
- Gianpaolo della Chiesa (5 aprile 1568 - 10 maggio 1570 diaconia pro illa vice; (10 maggio 1570 - 14 maggio 1570)
- Marcantonio Maffei (9 giugno 1570 - 22 agosto 1583 deceduto)
  - Titolo vacante (1583 - 1608)
- Lanfranco Margotti (10 dicembre 1608 - 11 gennaio 1610 nominato cardinale presbitero di San Pietro in Vincoli)
- François de La Rochefoucauld (1º febbraio 1610 - 14 febbraio 1645 deceduto)
- Tiberio Cenci (24 aprile 1645 - 26 febbraio 1653 deceduto)
- Prospero Caffarelli (23 marzo 1654 - 14 agosto 1659 deceduto)
- Vincenzo Costaguti (19 luglio 1660 - 6 dicembre 1660 deceduto)
- Pietro Vidoni seniore (4 luglio 1661 - 13 marzo 1673 nominato cardinale presbitero di San Pancrazio)
  - Titolo vacante (1673 - 1676)
- Fabrizio Spada (23 marzo 1676 - 23 maggio 1689 nominato cardinale presbitero di San Crisogono)
- Niccolò Acciaiuoli (28 novembre 1689 - 28 settembre 1693 nominato cardinale vescovo di Frascati)
- Toussaint de Forbin-Janson (28 settembre 1693 - 24 marzo 1713 deceduto)
- Gianantonio Davia (30 agosto 1713 - 19 novembre 1725 nominato cardinale presbitero di San Pietro in Vincoli)
- Prospero Marefoschi (19 novembre 1725 - 20 settembre 1728 nominato cardinale presbitero di San Silvestro in Capite)
- Leandro di Porcia, O.S.B. (20 settembre 1728 - 2 giugno 1740 deceduto)
- Henri-Osvald de la Tour d'Auvergne de Bouillon (16 settembre 1740 - 23 aprile 1747 deceduto)
- Silvio Valenti Gonzaga (15 maggio 1747 - 9 aprile 1753 nominato cardinale vescovo di Sabina)
- Fortunato Tamburini, O.S.B. (9 aprile 1753 - 9 agosto 1761 deceduto)
  - Titolo vacante (1761 - 1767)
- Urbano Paracciani Rutili (15 giugno 1767 - 2 gennaio 1777 deceduto)
- Tommaso Maria Ghilini (20 luglio 1778 - 17 febbraio 1783 nominato cardinale presbitero di Santa Maria sopra Minerva)
- Barnaba (Gregorio) Chiaramonti, O.S.B. (27 giugno 1785 - 14 marzo 1800 eletto papa con il nome di Pio VII)
- Carlo Giuseppe Filippa della Martiniana (2 aprile 1800 - 7 dicembre 1802 deceduto)
- Antonio Despuig y Dameto (26 settembre 1803 - 2 maggio 1813 deceduto)
  - Titolo vacante (1813 - 1816)
- Domenico Spinucci (29 aprile 1816 - 21 dicembre 1823 deceduto)
  - Titolo vacante (1823 - 1826)
- Bartolomeo Alberto (Mauro) Cappellari, O.S.B. Cam. (3 luglio 1826 - 2 febbraio 1831 eletto papa con il nome di Gregorio XVI)
- Luigi Lambruschini, B. (24 febbraio 1832 - 24 gennaio 1842 nominato cardinale vescovo di Sabina)
- Luigi Vannicelli Casoni (27 gennaio 1842 - 4 ottobre 1847 nominato cardinale presbitero di Santa Prassede)
  - Titolo vacante (1847 - 1852)
- Thomas-Marie-Joseph Gousset (10 aprile 1851 - 22 dicembre 1866 deceduto)
- Jean-Baptiste-François Pitra (22 febbraio 1867 - 12 maggio 1879 nominato cardinale vescovo di Frascati)
  - Titolo vacante (1879 - 1884)
- Gustav Adolf von Hohenlohe-Schillingsfürst (10 novembre 1884 - 2 dicembre 1895 nominato cardinale presbitero di San Lorenzo in Lucina)
- Isidoro Verga (22 giugno 1896 - 30 novembre 1896 nominato cardinale vescovo di Albano)
  - Titolo vacante (1896 - 1899)
- Agostino Ciasca, O.S.A. (22 giugno 1899 - 6 febbraio 1902 deceduto)
- Carlo Nocella (25 giugno 1903 - 22 luglio 1908 deceduto)
  - Titolo vacante (1908 - 1912)
- Antonio Vico (2 dicembre 1912 - 6 dicembre 1915 nominato cardinale vescovo di Porto e Santa Rufina)
- Alessio Ascalesi (7 dicembre 1916 - 11 maggio 1952 deceduto)
- Marcello Mimmi (15 gennaio 1953 - 9 giugno 1958 nominato cardinale vescovo di Sabina e Poggio Mirteto)
- Alfonso Castaldo (18 dicembre 1958 - 3 marzo 1966 deceduto)
- Corrado Ursi (29 giugno 1967 - 29 agosto 2003 deceduto)
  - Titolo vacante (2003 - 2012)
- Willem Jacobus Eĳk, dal 18 febbraio 2012